# Катериновская сельская община
Катериновская сельская община (укр. Катеринівська сільська громада) — территориальная община в Кропивницком районе Кировоградской области Украины.
Административный центр — село Катериновка.
Население составляет 5495 человек. Площадь — 108,54 км².
Община создана 9 июня 2017 года, путём объединения территорий Алексеевского, Владимировского и Обозновского сельских советов Кировоградского района. Позже в состав общины были включены также Грузсковский, Могутненский и Овсяниковский сельские советы.

## Населённые пункты
В состав общины входит 13 сёл:
- Катериновка
  - Обозновка
- Алексеевский старостинский округ:
  - Алексеевка
  - Лесное
  - Малевничье
  - Осыковатое
- Владимировский старостинский округ:
  - Александровка
  - Владимировка
  - Мироновка
- Грузсковский старостинский округ:
  - Грузское
  - Овсяниковка
- Могутненский старостинский округ:
  - Аврамовка
  - Могутнее